# Zmrocznik winniczak
Zmrocznik winniczak (Hippotion celerio) – owad z rzędu motyli, z rodziny zawisakowatych (Sphingidae).

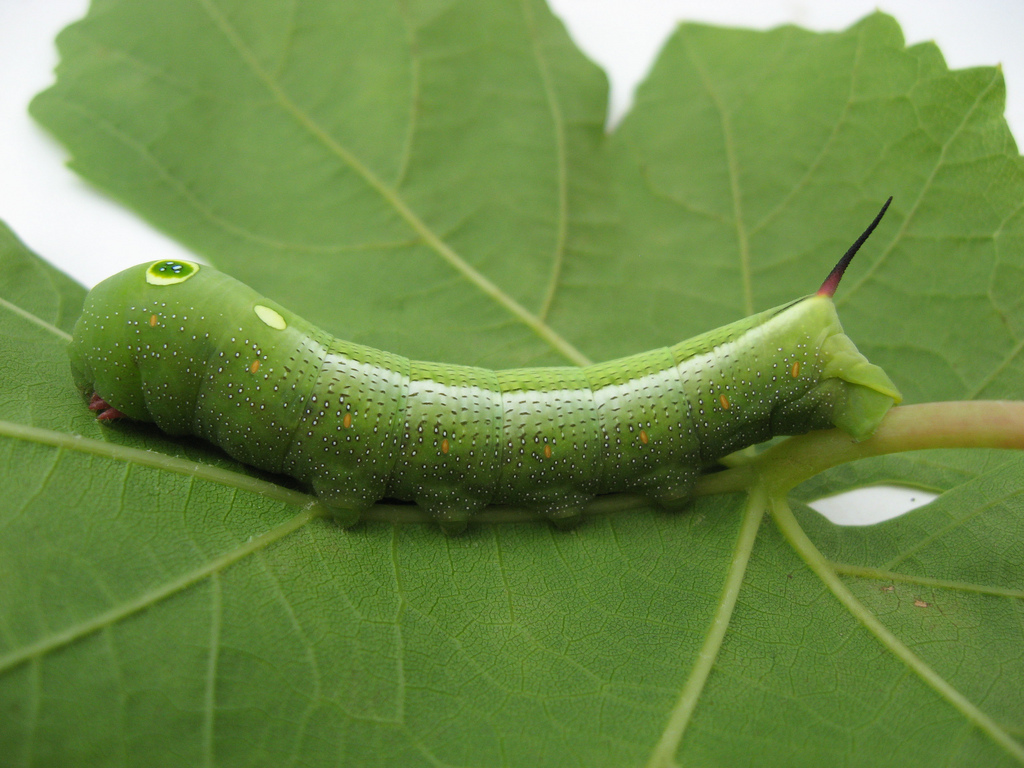
gąsienica
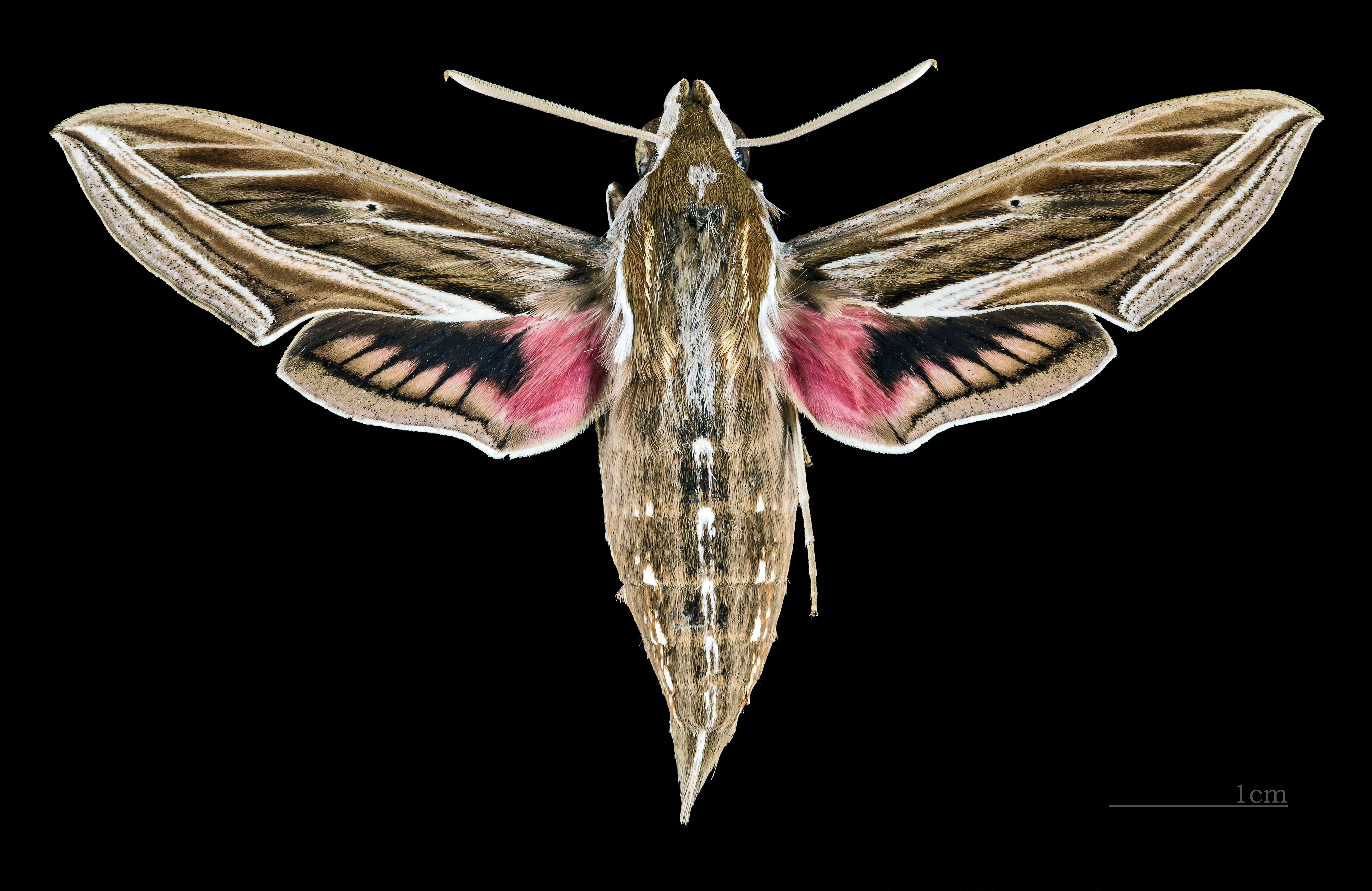
Hippotion celerio ♂
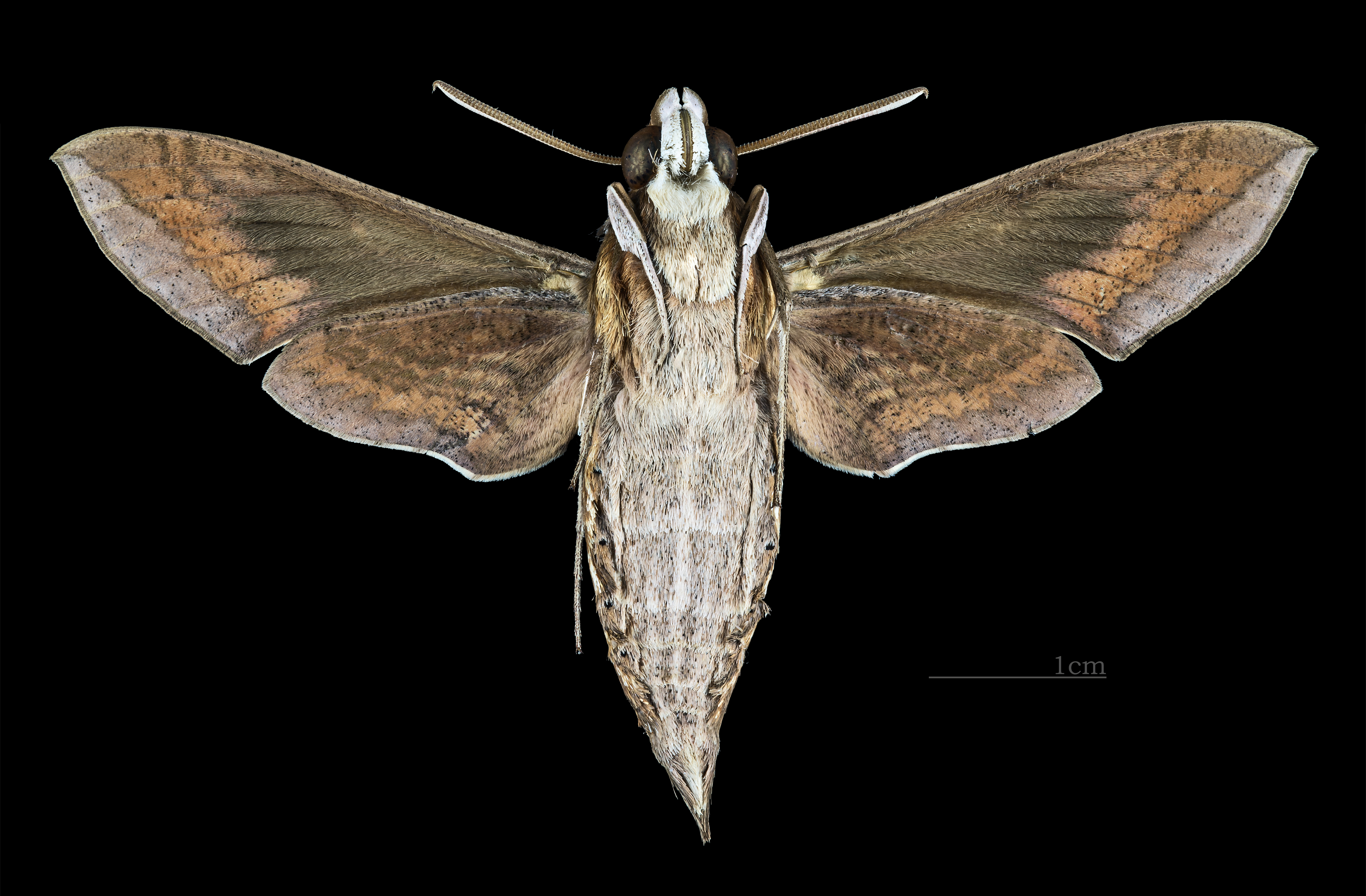
Hippotion celerio  ♂ △
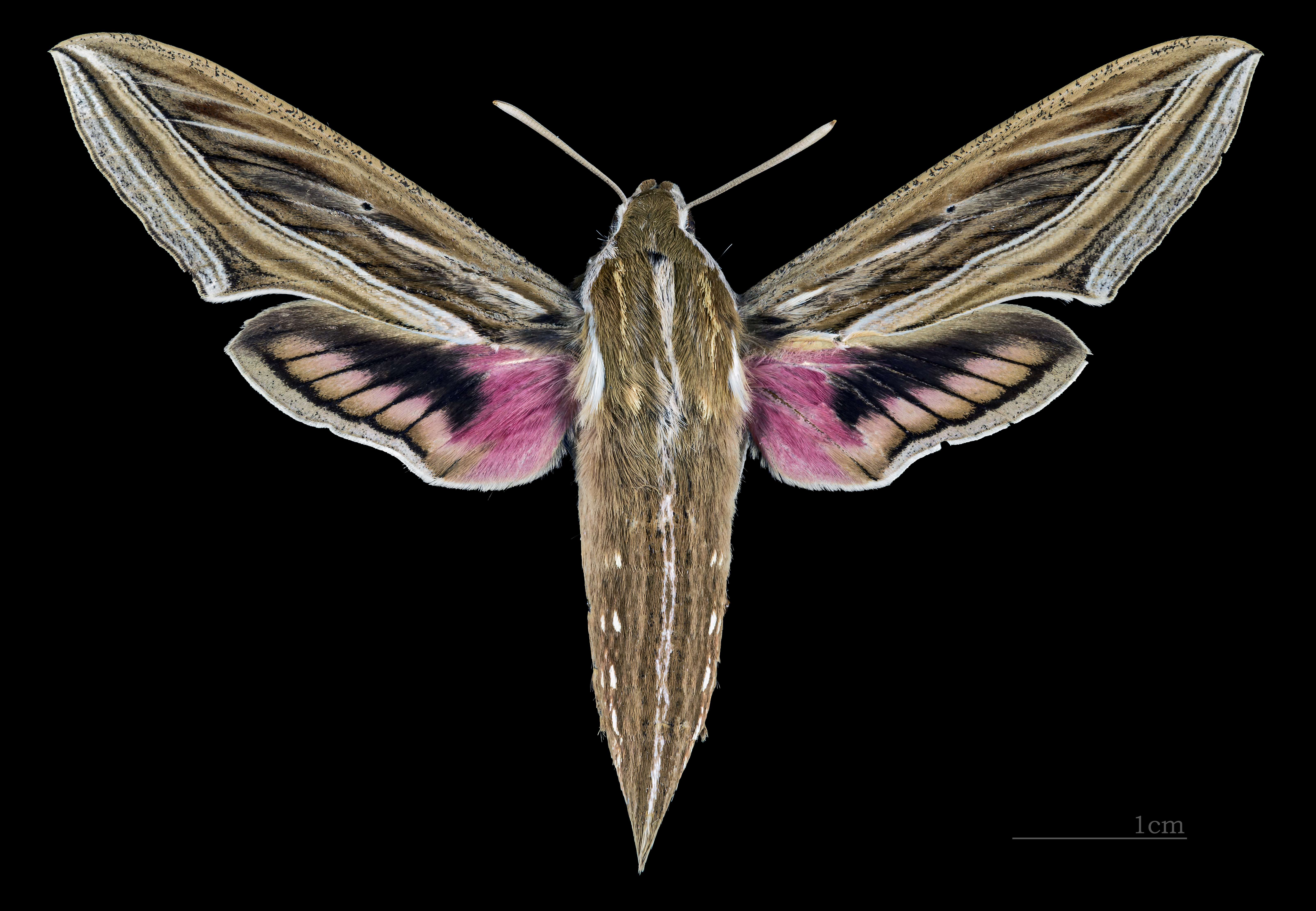
Hippotion celerio  ♀
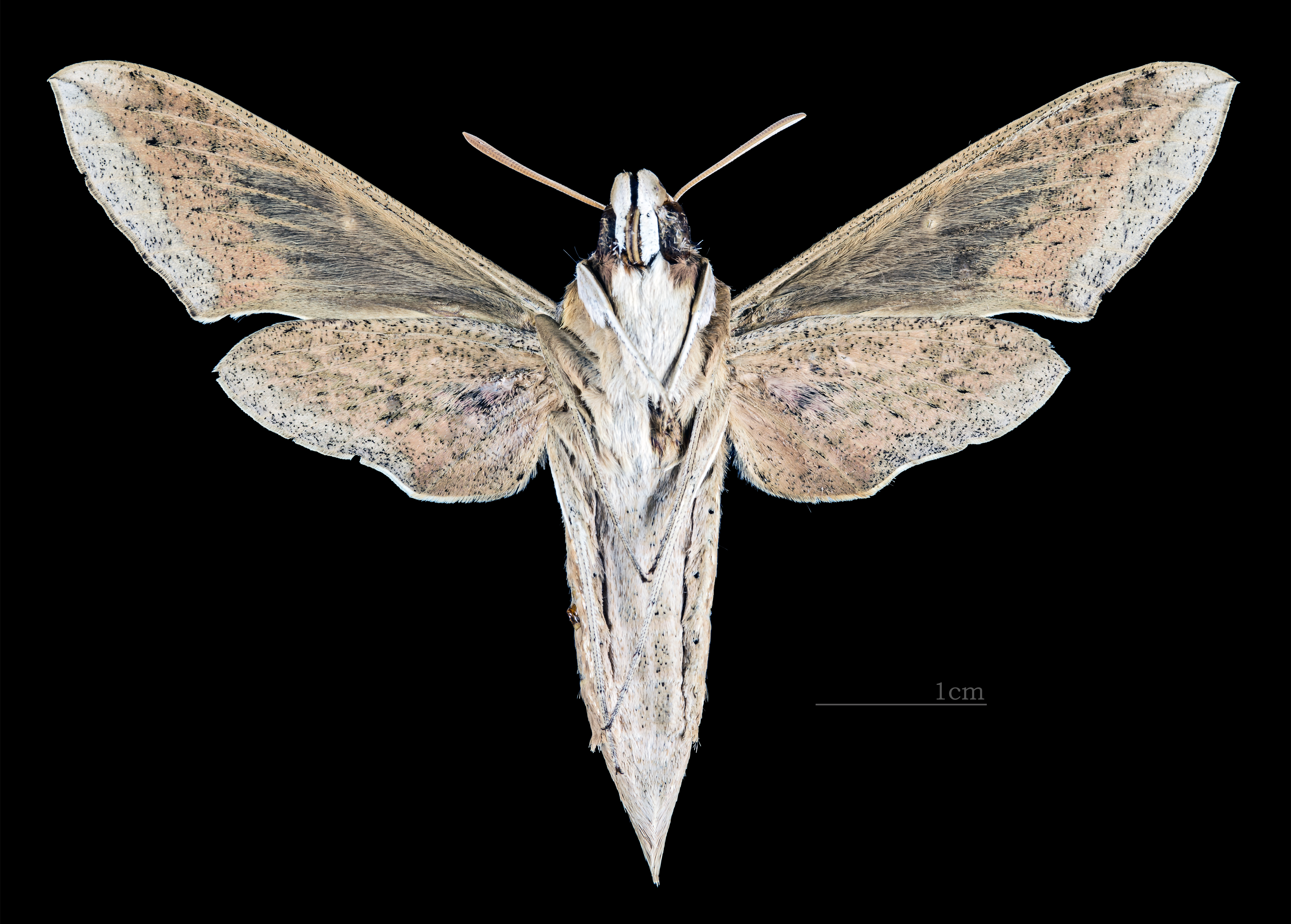
Hippotion celerio  ♀ △